# جیکوب گئورگ آگارد
جیکوب گئورگ آگارد (انگلیسی: Jacob Georg Agardh؛ ۸ دسامبر ۱۸۱۳ – ۱۷ ژانویه ۱۹۰۱ (۸۷ ساله)) گیاه‌شناس، جلبک‌شناس و آرایه‌شناس سوئدی بود.
گئورگ آگارد پسر کارل آدولف آگارد بود که که طی سال‌های ۱۸۵۴ تا ۱۸۷۹ استادی درس گیاه‌شناسی در دانشگاه لوند را بر عهده داشت. او در سال ۱۸۶۲ بلوپرینت باغ گیاه‌شناسی بوتانیسکا ترادگاردن در لوند که همچنان پابرجاست را طراحی کرد.
در سال ۱۸۴۹ برای عضویت در فرهنگستان علوم پادشاهی سوئد انتخاب شد. آگارد همچنین در سال ۱۸۷۸ عضو خارجی فرهنگستان هنر و علوم آمریکا درآمد.